# Fu Shengjun
Fu Shengjun, född 28 december 1972, är en kinesisk bågskytt. Han deltog vid olympiska sommarspelen 1992 och olympiska sommarspelen 2000.